# Budynek Narodowego Banku Ukrainy
Budynek Narodowego Banku Ukrainy (ukr. Будинок Національного банку України)– budynek w Kijowie będący główną siedzibą Narodowego Banku Ukrainy. Powstał w 1839 roku.

## Historia
Pod koniec XIX wieku rozwój banku oznaczł, budowę nowej siedziby. W 1900 r. Petersburski Bank Krajowy (który kontrolował oddział w Kijowie) i Siergiej Witte (Minister Finansów w tamtym czasie) zainicjował konkurs na budowę nowego budynku. Zwycięzcą konkursu został architekt O. Koboliew, który wygrał konkurs i rozpoczął pracę kilka lat później. Fasada główna została zaprojektowana przez O. Werbickiego, który przyłączył się do projektu wkrótce po rozpoczęciu budowy. Włoski rzeźbiarz Emilio Sala (który pracował także nad Domem z chimerami) został zaproszony do tworzenia dekoracji wnętrz. Styl inspirowany jest pałacami renesansu włoskiego.
W dniu 1 sierpnia 1905 roku, budynek został ukończony i bank z dnia na dzień został przeniesiony do nowej siedziby. Nowy budynek wyposażony został w elektryczne oświetlenie i wentylację oraz system centralnego ogrzewania. W 1933 roku, kiedy stolica Ukrainy została przeniesiona z Charkowa do Kijowa, dwie dodatkowe kondygnacje zostały dodane do budynku.